# دروازه تهران قدیم
دروازه تهران قدیم یا دروازه قدیم تهران دروازه‌ای تاریخی با آثار کاشی‌کاری و معماری قاجاری است و در ورودی جنوب شرقی قزوین، در انتهای آزادراه تهران-کرج-قزوین قرار دارد.
دروازه تهران در ۳۰ مرداد ۱۳۵۴ با شمارهٔ ثبت ۳۹۲ به‌عنوان یکی از آثار ملی ایران به ثبت رسیده‌است.

## پیشینه

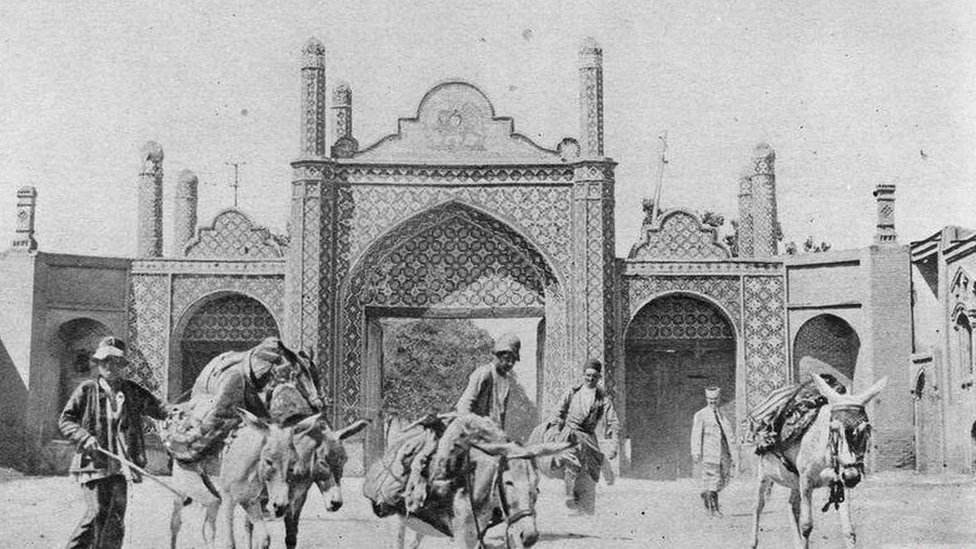
دروازه تهران در دوره قاجار

دروازه تهران از شهر قزوین در برابر حملات و دزدی و غارت شهرهای دیگر محافظت می‌کرده‌است. در آغاز، این دروازه در بیرون شهر ساخته شد ولی هم‌اکنون به دلیل گسترش جمعیت، در درون شهر قزوین قرار دارد.
قزوین در گذشته هشت دروازه دیگر به نام‌های دروازه رشت (غرب شهر، ضلع غربی خیابان تبریز)، دروازه درب کوشک (شمال شرقی شهر)، دروازه شیخ‌آباد (شمال شرقی شهر، خیابان سعدی)، دروازه مغلواک یا دروازه همدان (جنوب غربی شهر، محلهٔ مغلواک)، دروازه کندوار (جنوب غربی شهر، شاهزاده حسین)، دروازه ساوالان (جنوب شرقی شهر، شاهزاده حسین)، دروازهٔ راه ری (جنوب شرقی شهر، سنجیده مسجد) و دروازه پنبه‌ریسه (شرق شهر، خیابان طالقانی) داشت.
امروزه از آن میان، تنها دو دروازه درب کوشک و تهران قدیم باقی مانده‌اند. دروازه تهران قدیم در خیابان تهران قدیم (میدان هاشمی) قرار دارد، و از بناهای دوره قاجار است که در ۱۳۴۷ مرمت و کاشی‌کاری شده‌است.